# 伊集院光の怪電波発信基地
伊集院光の怪電波発信基地（いじゅういんひかるのかいでんぱはっしんきち）は、セント・ギガで放送されたラジオ番組。パーソナリティは伊集院光と内海ゆたお。
セント・ギガは有料放送局だが、この番組はサテラビュー向けデータ放送スーパーファミコンアワー内のデータ+音声連動番組として無料放送された。同時に放送されたデータ放送では投稿ネタの詳細な内容や収録の様子、宛先などの番組補完情報が提供された。

## 内容
1995年度に放送された『伊集院光の放課後の王様』の後番組となるが、サテラビューの不振による番組枠の縮小、さらに下品な言葉を多用するとしてスポンサーである任天堂の不興を買い、放送時間が夕方から深夜へ変更させられた。架空のゲーム企画に対するネタの投稿を軸とした内容は放課後の王様と変わらないが、深夜帯でトーク内容の制限がかなり緩和されたため、伊集院とゆたおは本領発揮といった感じであった。
深夜帯に放送されたこと、BS独立音声放送とサテラビューによるデータ放送を併用した特殊な聴取方法、チャンネルを共用したテレビ局WOWOWで同時間に放送される成人向け映画の副音声部分を使用…などの理由で全国放送にもかかわらず番組の存在が周知されず、プレイヤー（通常番組におけるリスナー）は数少ないサテラビュー所有者のほんの一部、BS受信設備を持つ伊集院ファンなどごく少数の「物好き」に限られていた。
のちに伊集院は「50人しか聞いていない」と発言、このためか同時期に放送が始まっていたTBSラジオ『伊集院光 深夜の馬鹿力』でも言えないような芸能人への悪口ネタで暴走することもあった。
伊集院とゆたおは元落語家と現役漫才師のため古典芸能へ造詣が深く、若年層向け放送にもかかわらずしばしば「浄瑠璃」やマイナー寄席芸人などのトークを行った。
当時の衛星放送では秋分の日、春分の日の前後約1か月にかけて食(放送衛星が地球または月の陰に入り、太陽電池を使えない状態)が発生し、深夜放送が休止された。この現象のため本番組には放送休止期間がある。また、同年度に放送された他のサテラビュー向けラジオ番組よりも1か月ほど早く1997年02月22日を以って終了した。また食を挟んだ前期・後期ではオープニングテーマ曲が異なる。
1997年2月1日(第35回)にゲスト水野あおいが出演した。
なお、この「伊集院光の怪電波発信基地」という番組名は、もともと『伊集院光のOh!デカナイト』の企画時点においての番組名候補の1つであった。伊集院のイチ推しは「伊集院光の怪電波発信基地」だったが、それを採用されるためにはセンスのないもので埋めておかなければと思い『伊集院光のOh!デカナイト』という候補を出したところ、そちらの方が採用されてしまった。

## 番組内の企画
ドラゴンウエストIX
コーナー名は『ドラゴンクエストシリーズ』から。伊集院がありきたりなRPG『ドラゴンウエストIX』のシナリオを例題として提示するので、プレイヤーはその中の人名や地名、アイテム名などの固有名詞を書き換えて投稿し、奇抜なシナリオへ改変していく。後にTBSラジオ『伊集院光 深夜の馬鹿力』で「クレイジーRPGツクール5.1」という全く同一趣旨を持ったコーナーが作られた。
セクシーすごろく
セクシー（またはその逆）と感じる女性の仕草をリスナーから募集し、伊集院とゆたおがそれぞれ「×マス進む」「×マス戻る」といったようにすごろくのマスに見立て評価する。深夜番組だったため過激なネタが続々投稿された。
学校であった怖いお話
コーナー名は『学校であった怖い話』から。深夜の学校へ宿題を取りに行った少年が遭遇する恐怖体験を描いたサウンドノベルのシナリオ／選択肢をリスナーから募集した。投稿の際は話の流れを無視した選択肢を1つ入れることがお約束となっていた。ツクールシリーズのサウンドノベルツクールとの連動を当て込んだ企画だったが実現せず、完成品はデータ放送受信用カセット「BS-X」にて閲覧できる簡素なマガジン番組として公開された。
面白日本語大辞典 1996年10月19日(第20回)-1997年2月15日(第37回)
お題となる語句を含む意味不明な面白語(脳汁語)を募集し、その脳汁語の意味づけをしていくコーナー
Forever with you クリスマスからはじめよう
コーナー名は『ときめきメモリアル』から。男子高校生の恋愛を描いたサウンドノベルのシナリオと選択肢をリスナーから募集した。投稿の際は学校であった怖いお話と同様に話の流れを無視した選択肢を1つ入れなければならない。結末においてメタフィクションな物語となった。
ミスユニバースへの道 1996年10月26日(第21回)-1996年12月28日(第30回)
モデルの卵である実在女性をミスユニバースへ進出させるべく、書類審査で審査員の目を引くような架空の履歴書を作成するコーナー。
クイズ人の差なんて 1997年1月11日(第32回)-1997年2月15日(第37回)
プレイヤー参加型クイズコーナーで問題数は全5問。問題を読むのは伊集院が物真似する3人のキャラクター。一問毎に難易度（1／3／5点）をプレイヤーが選択、点数の高いキャラクターの出す問題は聞き取りづらい。初回は任天堂衛星放送事業部（当時）の社員が出場し、合計得点数に応じてゲーム機をプレゼントするという建前であった。しかし打ち切りが決定した番組で商品など用意している訳もなく、伊集院は絶対に問題を聞き取れない（点数を稼げない）様出題し全回答者が特製紙切れを渡された。
25点満点　NINTENDO 64
24-16　　ゲームボーイポケット
それ以下　特製紙切れ（下半身と排泄物の絵が印刷された紙）
夜空を見上げて 1997年1月11日(第32回)-1997年2月15日(第37回)
夜空を見上げてぼそっと言いたくなるような台詞を送るコーナー。